# Arlen Siu
Arlen Siu Bermúdez (15. srpnja 1955. – 1. kolovoza 1975.) - jedna od prvih žena mučenica sandinističke revolucije. Otac joj je Kinez koji je emigrirao u Nikaragvu i oženio se ženom iz Nikaragve.

## Životopis
Arlen Siu rođena je 15. srpnja 1955. godine u Jinotepeu u Nikaragvi. Njezin otac, Armando Siu Lau, rođen je u Guangdongu u Kini i emigrirao u Nikaragvu u kasnim 1940-im godinama, nakon što je služio u komunističkoj revolucionarnoj vojsci. Kasnije se oženio ženom iz Nikaragve. Arlen Siu završila je osnovnu školu u Jinotepeu i kasnije pohađala Sveučilište UNAN, gdje je često pjevala s Marlene Álvarez, članicom glazbene skupine pod nazivom Pancasán.
Siu je imala 18 godina kada se pridružila sandinistima. Ona je već do tada imala nacionalnu popularnost kao talentirana kantautorica, pjevačica i gitaristica.
Ubijena je 1. kolovoza 1975. godine tijekom zasjede kod El Saucea u Nikaragvi. Ubili su je vojnici iz Narodne garde. Imala je tada dvadeset godina.
Ona se smatra jednom od prvih mučenica revolucionarnog pokreta. Njezina umjetnička djela i kritički eseji o marksizmu i feminizmu poslužili su kao inspiracija za sandinistički pokret i Nikaragvanski ženski pokret.